# 1937 w literaturze
Wydarzenia literackie w 1937 roku.

## Nowe książki
- polskie
  - Wacław Berent – Diogenes w kontuszu
  - Witold Gombrowicz – Ferdydurke
  - Czesław Centkiewicz – Anaruk, chłopiec z Grenlandii
  - Tadeusz Dołęga-Mostowicz - Znachor
  - Zofia Kossak
    - Król trędowaty
    - Bez oręża

  - Karol Koźmiński - Kamienie na szaniec
  - Kornel Makuszyński
    - Awantura o Basię
    - Nowe bajki tego roku
    - O wawelskim smoku
    - Szatan z siódmej klasy

  - Hanna Malewska – Żelazna korona
  - Teodor Parnicki – Aecjusz, ostatni Rzymianin
  - Sergiusz Piasecki – Kochanek Wielkiej Niedźwiedzicy
  - Bruno Schulz – Sanatorium pod Klepsydrą

- zagraniczne
  - Sabahattin Ali – Głos (Ses)
  - Karen Blixen – Pożegnanie z Afryką
  - Agatha Christie
    - Morderstwo w zaułku (Murder in the Mews)
    - Niemy świadek (Dumb Witness)
    - Śmierć na Nilu (Death on the Nile)

  - George Orwell – Droga na molo w Wigan (The Road to Wigan Pier)
  - Olaf Stapledon - Sprawca gwiazd (Star Maker)
  - John Steinbeck – Myszy i ludzie (Of Mice and Men)
  - J.R.R. Tolkien – Hobbit, czyli tam i z powrotem (The Hobbit, or There and Back Again)

## Nowe dramaty
- polskie
  - Józef Łobodowski – Lubelska szopka polityczna
- zagraniczne
  - Jean Giraudoux – Elektra
  - Karel Čapek – Biała zaraza (Bílá nemoc)

## Nowe poezje
- polskie
  - Mieczysław Jastrun – Strumień i milczenie
  - Maria Pawlikowska-Jasnorzewska – Krystalizacja
- tłumaczenia
  - Szota Rustaweli – Witeź w tygrysiej skórze, przeł. Józef Łobodowski, Grzegorz (Peradze), Giorgi Nakaszydze
- zagraniczne
  - Ezra Pound – Piąta dziesiątka Pieśni (The Fifth Decad of Cantos)
  - Wallace Stevens – Mężczyzna z niebieską gitarą i inne wiersze (The Man with the Blue Guitar, and Other Poems)
  - Allen Tate – Wiersze wybrane (Selected Poems)

## Prace naukowe, biografie i kalendaria

### Język polski
- Karol Wiktor Zawodziński – Blaski i nędze realizmu powieściowego w latach ostatnich (Dom Książki Polskiej)[1]
- zagraniczne

## Urodzili się
- 1 stycznia – Adam Wiśniewski-Snerg, polski pisarz science fiction (zm. 1995)
- 10 stycznia
  - Gianni Celati, włoski pisarz, tłumacz i krytyk literacki (zm. 2022)
  - Natalia Piekarska-Poneta, polska poetka (zm. 2013)
- 14 stycznia – J. Bernlef, holenderski pisarz, poeta i tłumacz (zm. 2012)
- 22 stycznia – Joseph Wambaugh, amerykański pisarz
- 27 stycznia – David Yallop, brytyjski pisarz piszący głównie o nierozwikłanych zbrodniach (zm. 2018)
- 28 stycznia – Marek Dagnan, polski literat, poeta, prozaik (zm. 2016)
- 11 lutego
  - Anders Bodelsen, duński pisarz (zm. 2021)
  - Maryse Condé, gwadelupska pisarka i literaturoznawczyni
- 15 lutego – Henryk Pająk,  polski pisarz, prozaik, publicysta, wydawca
- 16 lutego – Paul Bailey, brytyjski pisarz
- 19 lutego – Krzysztof Karasek, polski poeta, eseista oraz krytyk literacki
- 21 lutego
  - Jilly Cooper, brytyjska pisarka
  - Marek Wawrzkiewicz,  polski poeta, dziennikarz, tłumacz
- 22 lutego – Joanna Russ, amerykańska pisarka i krytyk literacki (zm. 2011)
- 26 lutego – Ryszard Lassota, polski prozaik
- 8 marca – Richard Fariña, amerykański pieśniarz folkowy i powieściopisarz (zm. 1966)
- 13 marca – Władimir Makanin, rosyjski pisarz (zm. 2017)
- 14 marca – Dieter Schenk, niemiecki kryminolog, literat i niezależny publicysta
- 15 marca – Walentin Rasputin, rosyjski pisarz (zm. 2015)
- 18 marca – Barbro Lindgren, szwedzka pisarka, autorka literatury dziecięcej
- 20 marca – Lois Lowry, amerykańska pisarka
- 9 kwietnia – Barrington John Bayley, angielski pisarz s-f (zm. 2008)
- 10 kwietnia – Bella Achmadulina, rosyjska poetka (zm. 2010)
- 11 kwietnia – Jill Gascoine, brytyjska aktorka i powieściopisarka (zm. 2020)
- 13 kwietnia – Lanford Wilson, dramaturg amerykański (zm. 2011)
- 19 kwietnia – Branimir Šćepanović, serbski pisarz (zm. 2020)
- 20 kwietnia – Krystyna Rodowska, polska poetka, tłumaczka literatury pięknej, krytyczka literacka
- 21 kwietnia – Jerome Kass(inne języki), amerykański scenarzysta i pisarz (zm. 2015)
- 25 kwietnia – Algis Uzdila, litewski poeta, tłumacz, eseista, nauczyciel lituanista
- 4 maja – Florjan Lipuš, słoweński pisarz
- 8 maja – Thomas Pynchon, amerykański powieściopisarz i nowelista, jeden z czołowych twórców postmodernizmu
- 12 maja – Misha Defonseca, belgijska pisarka, oszustka
- 13 maja
  - Jerome Charyn, amerykański pisarz
  - Roger Zelazny, amerykański pisarz science fiction i fantasy (zm. 1995)
- 14 maja – Göran Tunström, szwedzki pisarz i poeta (zm. 2000)
- 16 maja – Jan Drzeżdżon, prozaik i poeta, tworzący w języku polskim i kaszubskim (zm. 1992)
- 18 maja – Barbara Wachowicz, polska pisarka, reportażystka (zm. 2018)
- 26 maja – Alfredo Cattabiani, włoski publicysta, pisarz, wydawca (zm. 2003)
- 27 maja – Andriej Bitow, rosyjski pisarz postmodernistyczny (zm. 2018)
- 30 maja
  - Claes Andersson, fiński pisarz, poeta, polityk (zm. 2019)
  - Armando Valladares, kubański pisarz, poeta oraz więzień polityczny
- 1 czerwca – Colleen McCullough, australijska pisarka (zm. 2015)
- 5 czerwca – Hélène Cixous,  francuska feministka, teoretyczka i krytyczka literatury, pisarka, poetka i dramatopisarka
- 11 czerwca – Antoni Cybulski, polski poeta (zm. 2016)
- 16 czerwca – Erich Segal, amerykański pisarz i naukowiec (zm. 2010)
- 19 czerwca – André Glucksmann, francuski pisarz (zm. 2015)
- 24 czerwca – Anita Desai, indyjska pisarka
- 27 czerwca – Alona Frankel, izraelska pisarka i ilustratorka książek
- 3 lipca – Tom Stoppard, brytyjski dramaturg
- 4 lipca – Gene Brewer, amerykański pisarz science-fiction
- 9 lipca – Roberto Gervaso, włoski pisarz (zm. 2020)
- 11 lipca – Bai Xianyong, tajwański pisarz
- 18 lipca – Hunter S. Thompson, amerykański dziennikarz i pisarz (zm. 2005)
- 23 lipca – Zofia Bobowicz, polska tłumaczka literatury polskiej na język francuski
- 2 sierpnia – Zofia Czyżyńska, polska poetka
- 18 sierpnia – Edward Stachura, polski poeta, pisarz, pieśniarz i wędrowiec (zm. 1979)
- 19 sierpnia
  - Augustín Maťovčík, słowacki historyk literatury, autor książek z gatunku literatury faktu
  - Aleksandr Wampiłow, rosyjski dramaturg i prozaik (zm. 1972)
- 21 sierpnia – Robert Stone, amerykański pisarz (zm. 2015)
- 23 sierpnia – Ewa Thompson, polsko-amerykańska literaturoznawczyni
- 2 września – Monika Taubitz, niemiecka poetka i pisarka
- 5 września – Zygmunt Flis, polski poeta (zm. 2023)
- 11 września – Tomas Venclova, litewski poeta, eseista, badacz literatury
- 12 września – Henri Lopès, kongijski pisarz francuskojęzyczny, dyplomata (zm. 2023)
- 16 września – Karel Milota, czeski poeta, prozaik, tłumacz i literaturoznawca (zm. 2002)
- 23 września – Jacques Poulin, kanadyjski pisarz
- 30 września – Jurek Becker, niemiecki pisarz (zm. 1997)
- 4 października – Jackie Collins, brytyjska pisarka (zm. 2015)
- 13 października – Edward Balcerzan, polski teoretyk literatury, krytyk literacki, tłumacz, poeta, prozaik
- 16 października – László Kemenes Géfin, węgierski pisarz i poeta (zm. 2022)
- 26 października – Wanda Czubernatowa, polska poetka ludowa
- 8 listopada – Virgilijus Čepaitis, litewski wydawca i tłumacz
- 9 listopada – Roger McGough, brytyjski poeta
- 2 grudnia – Brian Lumley, angielski pisarz (zm. 2024)
- 11 grudnia – Jim Harrison, amerykański pisarz (zm. 2016)
- 17 grudnia – John Kennedy Toole, amerykański pisarz (zm. 1969)
- 22 grudnia – Eduard Uspienski, radziecki pisarz dla dzieci (zm. 2018)
- 27 grudnia – Oskar Stanisław Czarnik, polski literaturoznawca
- 31 grudnia – Nicolas Born, niemiecki pisarz i poeta (zm. 1979)
- Minoru Betsuyaku, japoński dramatopisarz, eseista i nowelista (zm. 2020)
- Alfred Sierzputowski, polski poeta, satyryk, prozaik i publicysta (zm. 2015)

## Zmarli
- 5 lutego – Lou Andreas-Salomé, rosyjska arystokratka, pisarka (ur. 1861)
- 12 lutego – Christopher Caudwell, brytyjski marksistowski pisarz, myśliciel i poeta (ur. 1907)
- 19 lutego – Horacio Quiroga, urugwajski nowelista, dramaturg i poeta (ur. 1878)
- 8 marca – Albert Verwey, holenderski poeta, krytyk literacki i historyk literatury (ur. 1865)
- 10 marca – Jewgienij Zamiatin, rosyjski pisarz science fiction (ur. 1884)
- 15 marca – Howard Phillips Lovecraft, amerykański pisarz (ur. 1890)
- 25 marca – John Drinkwater, angielski pisarz i poeta (ur. 1882)
- 29 marca – Karol Szymanowski, polski pisarz i kompozytor (ur. 1882)
- 13 kwietnia – Ilja Ilf, radziecki pisarz (ur. 1897)
- 19 kwietnia – Sigurd Agrell, szwedzki poeta, badacz run, slawista (ur. 1881)
- 9 maja – Walter Mittelholzer, szwajcarski podróżnik, pisarz (ur. 1894)
- 11 czerwca – Máté Zalka, węgierski pisarz i rewolucjonista (ur. 1896)
- 19 czerwca – J.M. Barrie, szkocki dramaturg i powieściopisarz, twórca Piotrusia Pana (ur. 1860)
- 20 czerwca – Jean-Joseph Rabearivelo, malgaski poeta, pisarz, dramaturg i eseista (ur. 1901)
- 13 lipca – Daszdordżijn Nacagdordż, mongolski pisarz i poeta (ur. 1906)
- 21 lipca – Eleonora Kalkowska, polsko-niemiecka pisarka i aktorka (ur. 1883)
- 1 sierpnia – Ndre Mjeda, albański poeta piszący w dialekcie gegijskim języka albańskiego (ur. 1866)
- 11 sierpnia – Edith Wharton, amerykańska pisarka (ur. 1862)
- 19 sierpnia – Iwan Katajew, rosyjski pisarz (ur. 1902)
- 13 września – Ellis Parker Butler, amerykański pisarz i poeta (ur. 1869)
- 18 września – Borys Kleckin, żydowski wydawca literatury i prasy jidysz związany z Wilnem (ur. 1875)
- 28 września – Władimir Zazubrin, rosyjski dziennikarz, prozaik (ur. 1895)
- 30 września – Micheil Dżawachiszwili, gruziński pisarz (ur. 1880)
- 15 października – Jordan Jowkow, bułgarski pisarz (ur. 1880)
- 16 października – Jean de Brunhoff, francuski autor literatury dziecięcej i ilustrator (ur. 1899)
- 22 października – Chūya Nakahara, japoński poeta (ur. 1907)
- 31 października – Ralph Connor, kanadyjski powieściopisarz (ur. 1860)
- 5 listopada – Bolesław Leśmian, polski poeta (ur. 1877[2])
- 12 listopada – Zbigniew Uniłowski, polski pisarz (ur. 1909)
- 29 listopada – Jeghisze Czarenc, ormiański poeta (ur. 1897)
- 3 grudnia – Attila József, węgierski poeta (ur. 1905)
- 9 grudnia – Andrzej Strug, polski pisarz i publicysta (ur. 1871)

Brak dziennej daty:
- Aksel Bakunc, ormiański pisarz (ur. 1899)

## Nagrody
- Nagroda Nobla – Roger Martin du Gard
- Nagroda Pulitzera (poezja) – Robert Frost za A Further Range
- Nagroda Pulitzera (powieść) – Margaret Mitchell za Przeminęło z wiatrem